# Aleksandr Sergeevič Neverov
Aleksandr Sergeevič Neverov, in russo Алекса́ндр Серге́евич Неверов?, pseudonimo di A.S.Skobelev (Ponizovka, 24 dicembre 1886 – Mosca, 24 dicembre 1923), è stato uno scrittore russo.

## Biografia
Nacque in una famiglia di contadini, e seguì un percorso di studi, dapprima in una scuola locale, poi a Ozerkino dove si è laureato.
Esordì come narratore nel 1905. Abile chansonnier, di professione svolse vari mestieri, tra i quali il tipografo e il commesso, prima di diventare maestro in scuole di campagna. Partecipò attivamente alla Rivoluzione d'ottobre e le sue opere posteriori risentono moltissimo delle sofferenze e dei lutti che provocò nelle campagne, scritte con un linguaggio creativo, tratti umoristico, e tutto movimento. Le altre sue caratteristiche peculiari furono l'acutezza indagativa e nell'analisi sociale, il linguaggio e le note drammatiche, la sintesi narrativa, e una complessiva tendenza al realismo influenzato da scrittori quali la Sejfullina.
Fra queste, le opere di maggior successo furono: Andron Neputevyi; Taskent, città dell'abbondanza, del 1923; Maria, la bolscevica e il capolavoro non portato a termine Polca Mazurca. Questi lavori furono incentrati sulle descrizioni delle condizioni di vita del contadino russo.
Contribuì alla fondazione del Teatro popolare a Samara.
Nei primi anni venti rimase coinvolto nella grave crisi economica russa e si trasferì a Mosca, dove collaborò con svariate riviste rivoluzionarie.